# Цвиленев, Алексей Агафангелович
Алексе́й Агафа́нгелович Цвиле́нев (26 декабря 1872 (7 января 1873) — не ранее 1920) — русский офицер-кавалерист, полковник (1916), герой Первой мировой войны, Георгиевский кавалер.

## Биография
Из потомственных дворян Владимирской губернии. Православного вероисповедания.
После получения общего образования в Се́ргиевской (Се́ргиево-Поса́дской) шестиклассной прогимназии (окончил 4 класса), в октябре 1890 года вступил в военную службу вольноопределяющимся 2-го разряда и в 1892 году был командирован на учёбу в Тверское кавалерийское юнкерское училище, по окончании двухлетнего учебного курса которого по 2-му разряду был выпущен эстандарт-юнкером в 38-й драгунский Владимирский полк (переименованный в конце 1907 года в 13-й уланский Владимирский полк).
В июне 1895 года был произведен в корнеты, затем в марте 1900 года, на вакансию, — в поручики, со старшинством в чине поручика — с 20.06.1899.
Участник Русско-японской войны в составе 1-го Нерчинского полка Забайкальского казачьего войска, куда был переведен в июне 1904 года, с переименованием в сотники. За проявленный в период войны героизм награждён тремя боевыми наградами, в том числе удостоен Аннинского оружия с надписью «За храбрость». В январе 1905 года, за выслугу лет, был произведен в подъесаулы, со старшинством с 20.06.1903. По окончании войны, в апреле 1906 года переведен обратно в свой полк, с переименованием в штабс-ротмистры. 
С марта 1908 года командовал 6-м эскадроном полка; в апреле 1908 года произведен в ротмистры (со старшинством с 20.06.1907). На январь 1914 года — был холост.
С июля 1914 года — участник Первой мировой войны во главе 6-го эскадрона 13-го уланского Владимирского полка 13-й кавалерийской дивизии. В феврале 1915 года за отличие в делах против неприятеля произведен в подполковники.
В мае 1916 года был произведен в полковники. Со 2 по 28 сентября 1917 года командовал стрелковым полком своей 13-й кавалерийской дивизии.
С 28 сентября 1917 года — командир 7-го драгунского Кинбурнского полка 7-й кавалерийской дивизии, с ноября того же года — командир 7-го уланского Ольвиопольского полка той же дивизии.

Высочайшим приказом от 2 мая 1915 года удостоен Георгиевского оружия: 
…за то, что 2 декабря 1914 года, в бою у местечка Конецполь, занимая переправу на реке Пилице, упорным боем удерживал её, давая возможность отходить нашим частям, затем сжёг мост через малый рукав Пилицы, а оставшихся на том берегу людей из сторожевого охранения пехоты перевёз через рукав на крупах лошадей улан и своей собственной под огнём противника, бывшего в непосредственной близости к переправе.

Высочайшим приказом от 29 августа 1916 года награждён орденом Святого Георгия 4-й степени: 
…за то, что в бою 6-го сентября 1915 года, лично предводительствуя дивизионом, произвёл у д. Олонец конную атаку и истребил германский кавалерийский полк с приданными ему пехотными частями, причём были захвачены два германских пулемёта и много военной добычи
После Октябрьской революции 1917 года участвовал в Гражданской войне.
В 1918 году служил в армии Украинской державы, — командир 6-го Ольвиопольского конного полка, сформированного из украинизированного кадра 7-го уланского Ольвиопольского полка бывшей «старой» русской армии.
С 1919 года — участник «белого» движения в составе Северной армии, — командир 4-го Северного стрелкового полка.
В марте 1920 года был взят в плен «красными»; с 1920 года служил в Красной армии РСФСР.
Дальнейшая судьба Алексей Цвиле́нева не известна.

## Награды
- Медаль «За труды по первой всеобщей переписи населения» (1897)
- Орден Святой Анны 4-й степени с надписью «За храбрость» (1905)
- Орден Святого Станислава 3-й степени с мечами и бантом (1905; утв. ВП 17.06.1907)
- Медаль «В память русско-японской войны» (1906)
- Орден Святой Анны 3-й степени с мечами и бантом (ВП 22.08.1908), — за боевые отличия
- Медаль «В память 200-летия Полтавской битвы» (1909)
- Орден Святого Станислава 2-й степени (06.12.1910; ВП 18.03.1911)
- Медаль «В память 100-летия Отечественной войны 1812 года» (1912)
- Медаль «В память 300-летия царствования Дома Романовых» (1913)
- Орден Святого Владимира 4-й степени с мечами и бантом (19.11.1914; ВП 23.11.1914), — за отличия в делах против неприятеля
- Орден Святой Анны 2-й степени с мечами (ВП 26.02.1915)
- Георгиевское оружие (08.03.1915; утв. ВП 02.05.1915)
- Высочайшее благоволение (ВП 16.08.1915), — за отличия в делах против неприятеля
  - мечи к имеющемуся ордену Святого Станислава 2-й степени (утв. ВП 08.06.1916)
- Орден Святого Георгия 4-й степени (31.10.1915; утв. ВП 29.08.1916)